# 宇宙刑事シリーズの登場人物
宇宙刑事シリーズの登場人物（うちゅうけいじシリーズのとうじょうじんぶつ）では、宇宙刑事シリーズに登場する主人公とそのパートナーおよびシリーズを通して登場するキャラクターについて記述する。

## テレビシリーズの主人公

### 初代ギャバンとパートナー
ギャバン / 一条寺 烈（）
- 演 - 大葉健二（幼少期：石関賢太郎）

『宇宙刑事ギャバン』で初登場。23歳。
失踪した父・ボイサーの後任として地球に派遣された宇宙刑事。
ギャバンが本名だが、普段は母親の姓を用いた地球名の一条寺 烈を名乗ってギャバンはコードネームとしており、アバロン乗馬クラブで働いている。トレードマークは薄茶色のダブルライダースジャケットと、その左肩に下げた金色の鎖。
マクー絡みの事件が起こるとすぐに乗馬クラブの仕事を放り出して捜査に向かうため、「すぐに仕事をサボる」と思われ、月給を3,000円しか貰えなかったこともある。また、地球で生活した期間が短いために現金を持ち歩く習慣を持たず、まとまった額の現金を必要とする場合にはしばしば借金する。
普段はノリが良く明るい体育会系で、子供たちからの人気も高く時間があれば彼らとサッカーをして遊ぶ。しかし、一度マクーが出現すると勇敢に立ち向かう正義漢である。
愛車は赤いスズキ・ジムニー。
当時発売されたLP（後にCDで復刻）「ベストヒット曲集」で本人が語ったところによれば、総合スポーツセンターを設立する夢があるらしい。
- 一条寺烈の名は、初期企画『宇宙刑事ベムトリガー』の時点で決定していた。
- 大葉は烈を感情表現豊かで魅力的な人物像にしたいという強い思いから、戦隊ヒーロー5人分のキャラを単独で演じ分けようと考えたという。

その後の作品での活躍
『宇宙刑事シャリバン』
銀河パトロール隊太陽系地区隊長の宇宙刑事として登場。縁から電 / シャリバンをサポートするため、しばしば地球を訪れていた。烈としての登場のほうが多く、ギャバンの姿を見せたのは第48話と第51話（最終回）のみ。最終決戦ではシャリバンと共闘する。私服と制服は前作と違うが第51話のみ私服が前作と似たものを着用している。
『宇宙刑事シャイダー』
対マクー戦でのドクジャモンスターとのエピソードや銀河の流れ者・オメガとの戦いが語られたり、フーマの全銀河大侵略を迎え撃つ奮闘（バンクフィルムの使用）が描写されたりするなど、劇中でもたびたびその存在は言及されていたが、シャイダーとの共闘はなく、新撮での登場は特別編の第49話にて初めて実現した。スキンヘッドになっており、そのことで電と大からツッコミを受けてしまう。
『海賊戦隊ゴーカイジャーVS宇宙刑事ギャバン THE MOVIE』
後輩の地球担当刑事・シャイダーによるフーマの壊滅からすでに30年近くの長い時が経過しているがその実力は未だ健在で、生身でもゴーミンを蹴散らす実力。ゴーカイジャー5人を同時に相手して圧倒的な強さを見せつけて逮捕している。ウィーバルの命令で一度はゴーカイジャーを逮捕するものの、それはアシュラーダが化けたウィーバルの正体を暴くための作戦だった。ゴーカイジャーを逃がした直後、ギャバンブートレグによって魔空監獄に囚われてしまうが、キャプテン・マーベラス/ゴーカイレッドに救われる。そして反撃に転じてゴーカイジャーたちと共闘。ギャバンブートレグを一騎討ちで倒し、電子星獣ドルとともにカンゼンゴーカイオーと共闘してアシュラーダを倒す。かつて幼少時のマーベラスを助けたことがあり、彼が立派に成長したことを喜んでいる。また、『バトルフィーバーJ』の曙四郎 / バトルケニアや『電子戦隊デンジマン』の青梅大五郎 / デンジブルーとも面識があり、ヒーローとしての先輩である彼らには敬語を使っている。なお、烈を含むこの三者は顔がそっくり（大葉健二の一人三役）であるため、当初ゴーカイジャーは混乱していた。
『宇宙刑事ギャバン THE MOVIE』
特務刑事として活躍しており、未だ現役。50歳。その実力は今も健在で、危機に陥った撃のもとに現れ、蒸着もせずに単独で敵を蹴散らす。シャトル事故から救出した撃を何かと気にかけており、先輩として彼を叱咤激励して共闘する。30年ぶりに魔空空間に引きずり込まれ、撃とともに駆け回ることになる。
『スーパーヒーロー大戦Z』
銀河連邦警察の隊長となる。宇宙を救うため、十文字撃 / 宇宙刑事ギャバンtype-Gに魔法使いである操真晴人 / 仮面ライダーウィザードたちを攻撃するよう命令する。最悪の場合、地球を超次元砲で消滅させる決断を迫られる。
『スペース・スクワッド ギャバンVSデカレンジャー』
一線を退き、教官職に就く。幻魔空界十二使徒マッドギャランによってレーザーブレードを折られた撃が窮地に陥った際、臨時で復帰して撃を救う。その後、撃に自身のレーザーブレードオリジンを譲り渡す。その実力はいまだ健在で、生身でも戦闘員と渡り合う。
- 撮影時に大葉が髪を染めていたことから、金髪で登場する。大葉は、これがバード星人と地球人のハーフであるギャバン本来の髪の色であり、地球赴任時代は日本人に合わせて黒く染めていたと想定している。

映像作品以外での活躍
漫画『宇宙刑事ギャバン 黒き英雄』
にせギャバンが起こした事件により、他の宇宙刑事を殺害した容疑で超A級指名手配犯となる。なお、このとき、超A級指名手配犯となっているはずが、『スーパーヒーロー大戦Z』時の十文字撃と異なり、蒸着可能となっている。
小説『宇宙刑事ギャバン THE NOVEL』
ゴーカイジャーと共闘して地球から帰還した直後、アーム星に着任する。また、それと同時期に「ギャバン」の名を受け継ぐ者をも任され、それはシャトル爆発で宇宙を漂っていたところを助けた相手である撃が受け継ぐこととなる。
PlayStation用ゲーム『スーパーヒーロー作戦　ダイダルの野望』
XIGの地上特捜チーム・リザードの一員として登場。ウルトラマンガイア / 高山我夢の協力者として活躍する。

ミミー
- 演 - 叶和貴子

コム長官の娘。ギャバンに好意を持ち、助手として彼をサポートする。単身で派遣されたギャバンのドルギランに密航して地球へ来た押しかけ助手であり、銀河連邦警察には所属していない。車の運転や乗馬などは難なくこなせる程度に器用だが、宇宙刑事としての訓練は受けていないため戦闘能力はほぼ無い。明るく可愛らしい性格だが、任務の途中で逃げ出したり「バード星へ帰りましょう」と言ったりするなど、ギャバンとは対照的に臆病な面をたびたび見せる。爆発やクモ、ヘビは嫌いである。
ペンダント型映像転換装置・レーザービジョンのまったく別の存在に姿を変える機能を用いることでインコ（セキセイインコ）へ変身でき、主に尾行や偵察、移動や緊急脱出に役立てるが、中盤ではあまり使われていない。
変身時は「レーザービジョン」と言いながらペンダントに両手を当てると共に、左手を突き出して右手を腰に当て、ペンダントから彼女の映像が映されると共に映像に吸い込まれて姿が消え、インコの映像が映し出されて消えると共にミミーがインコになって現れる。動作を省くことも可能で、元に戻る場合にはインコに変身した際には目からインコの映像を映し出し、映像のインコがミミーになると共に元に戻り、乙姫に変身した際には両腕を上から下にスライドさせるとともに映像が映し出され、映像の乙姫がミミーになると共に元に戻る。放送開始当初はさまざまな動物に変身できるという設定だったが、実際にはインコのみに終わっている。その他、バード星人特有のテレパシーや予知・透視能力を持っており、ギャバンの危機を救ったこともある。
ギャバンと同様、普段はアバロン乗馬クラブで働いている。ドルギラン内ではインコをモチーフとしたヘルメットを付け、ピンクのハイレグレオタードと白のスカート服を着ているが、地球で活動する際は青い服を着ている。アオガメダブラーをおびき寄せるため、前述の通りレーザービジョンで乙姫に変身したこともある。
金銭的な計画性はかなり高く、密航の際には日本円で1個数千万円に換金できる宝石をいくつも（箱いっぱいに、それこそ数えきれないほど）携行している。そのため、ドルギラン内での立場は万年金欠のギャバンよりも強い。地球での生活に慣れたころには、ショッピングを楽しむこともある。
『ギャバン』の中盤（第32話）で母親の看病のために地球を離れたが、終盤（第42話）で戻って来た。
- 衣裳デザインは増尾隆幸が担当し、非戦闘性を強調している。

その後の作品での活躍
『宇宙刑事シャリバン』
ギャバンに会いに行く途中、宇宙海賊に誘拐されてマドーに売り渡され、ガイラーと結婚させられそうになるが、幻夢城から辛くも脱出した後、シャリバンに助けられる。透視能力を用い、みゆきたちの居場所を割り出す。
『宇宙刑事シャイダー』
宇宙刑事訓練養成所で後進の育成に携わる。特別編においてバード星で烈と結婚式を挙げることが、烈の口から語られた。
映像作品以外での活躍
漫画『宇宙刑事ギャバン 黒き英雄』
にせギャバンが起こした事件により、超A級指名手配犯となった烈の疑いをはらすため、地球で捜査する。
小説『宇宙刑事ギャバン THE NOVEL』
未だに後進の育成に携わっていることが明かされている。ギャバンとは結婚しなかったことになっている。

### 初代シャリバンとパートナー
伊賀 電（） / シャリバン
- 演 - 渡洋史（少年期：坂内真基）

『宇宙刑事シャリバン』の主人公。
初登場は『宇宙刑事ギャバン』の第42話で、日本の森林パトロール隊員（森林保護官）を務めている。仕事に対して強い誇りを持っており、森林保護に執念を燃やしている。剣山を担当しており、第42話でギャバンを続発する森林荒し事件の犯人と思い込んで捕らえようとするが、誤解に気付く。けじめとして自分を殴れと烈に申し出るが断られたために、自分で自分を殴り付けたところを烈になだめられてようやく和解した。その直後に真犯人であるバファローダブラーの襲撃に遭い瀕死の重傷を負ってしまう。地球では治療出来ない毒素を受けてしまい、解毒するためにバード星へ運ばれ治療を受ける。
烈をして「まるで野生動物の動きだ」とまで言わしめた凄まじい身体能力の高さを持つ。治療後、銀河連邦警察から宇宙刑事にスカウトされ、「シャリバン」のコードネームを与えられる。その後、第44話で銀河連邦警察の援軍として地球に派遣される形で帰還し、サン・ドルバと魔女キバに苦戦を強いられていたギャバンの窮地を救い、マクー壊滅後はギャバンに代わる新たな地球地区担当に任命された。
宇宙刑事シャリバン本編では、普段は鈴木モータースで整備士やテストライダーとして働いている。亡き両親の影響や元森林パトロール隊員だったこともあり、自然をこよなく愛し、第6話では小鳥が殺されていたときには激しく怒りを感じ、動物を人質にとられたときには激しく動揺していた。事件があるときには必ずジムニーで移動する。
自身がマドーに滅ぼされたイガ星の民の末裔であったことを知ってからは、イガ星再興のためにも戦うようになる。戦いの中で自分と同じイガ星人の末裔たちと出会い、マドーとの戦いを終えた後は、末裔たちと共に、イガ星再興と「イガ星地区担当」の任を命ぜられ旅立った。
その後の作品での活躍
『宇宙刑事シャイダー』
銀河の流れ者・オメガとの交戦が語られるほか、フーマの大侵略に対するイガ星防衛の戦いが描写され、新撮での登場は特別編の第49話で初めて実現した。イガ星もフーマの侵攻で大打撃を受けて、ようやく復興してきたことが電の口から語られた。
『宇宙刑事シャリバン NEXT GENERATION』
快とセイギの元上司で、二人が巡査時代だったころに師匠として二人が師事している。ミスを犯した快に「宇宙刑事って何だ？」と問いかけている。
昇進により現場を引退し、快がシャリバンを受け継ぐ際、再び快に問いかけるが、答えを出せなかった快を「まだお前を宇宙刑事として認めるわけにはいかない」と突き放している。
その後、ネオマドーの事件を解決し、大きく成長した彼の姿を見て、後継者として認めた。

リリィ
- 演 - 降矢由美子

電と共に地球へやってきた女宇宙刑事。バード星からやってきたが、出身星は明らかになっていない。髪型はサーファースタイルが基本だが、第3話から第8話まではストレートヘアであった。
主に潜入捜査を担当して電をサポートすることが多い。変装の名人。武器はバードニアブラスターまたはコズモブラスター。捜査移動の際は主にオートバイを使用する。シャリバンとは息の合った名コンビぶりを見せている。
マドーとの戦いを終えた後、イガ星再興の旅に出た電と別れる。
『宇宙刑事シャイダー』第49話においてバード星で教官をしていることが、電の口から語られた。
- 髪型はテレビドラマ『チャーリーズ・エンジェル』でのファラ・フォーセットをイメージしている。第1話・第2話の時点では、演じる降矢が別のドラマに出演中であったため髪型を変えることができずカツラを着用していたが、ビル街での撮影時に強風で形が崩れてしまい元に戻らず、同作品の撮影終了まで同じ髪型で出演していた。

### 初代シャイダーとパートナー
沢村 大（）/シャイダー
- 演 - 円谷浩、声 - 川村拓央（『宇宙刑事魂』）

『宇宙刑事シャイダー』の主人公。宇宙天文学者の父の日記の影響で本編開始2年前の大学在学中にナスカの地上絵の解読に没頭しており、イースター島の洞窟にある謎の古代遺跡を発見。その洞察力と行動力、遺跡に仕組まれたバリヤー光線に耐えた肉体の強靭さを買われ、銀河連邦警察にスカウトされて宇宙刑事訓練養成所の訓練生となる（第17話にて、その詳細が語られている）。
地球への赴任の際に、クビライと戦った太古の伝説の戦士に由来する「シャイダー」のコードネームを与えられた。訓練半ばで着任したため、苦戦を強いられたが、不屈の闘志で何度も試練を乗り越え戦士として成長した。
地球赴任当初は宇宙刑事以外の職には就いておらず、自宅も破壊されてしまったが、第17話から小次郎が経営するペットショップ「モンキー」に強制下宿し、そこで働くようにもなる。両親は幼いころに他界、育ててくれた祖母も亡くしており、天涯孤独の身となっていた（第3話でアニーに語った）。
のちにいくつかのきっかけから、本当に戦士シャイダーの末裔だったことが判明する。
フーマ壊滅後は太陽系地区担当となった。
『宇宙刑事シャイダー』第1話で登場した自宅の表札によると、姓は本来は「澤村」と表記するようである。
『宇宙刑事シャイダー NEXT GENERATION』では、写真のみの登場（演じた円谷が早世したため）。アニーの診療所に一緒に写っている写真が大事に置かれており、舟とタミーを心配するアニーが語りかけている。
- 『シャイダー』の初期企画『宇宙刑事シャーロン』では、『シャリバン』の軍師レイダーにより病に倒れた妹を救うために戦うという設定であった。続く『宇宙刑事ジェンサー』では普段は塾講師であるという設定であった。

アニー
- 演 - 森永奈緒美

シャイダー＝沢村大のパートナー。フーマに滅ぼされた惑星・マウント星出身。
シャイダー同様に宇宙刑事訓練生であり、捜査官としての力量および戦闘力は高い。テレパシー能力も持つ。武器は2丁のレーザーセンサーガン（別名・バードニアブラスター）。バビロスやシャイアンの操縦も単独でしばしば行い、特にスカイシャイアンでの活躍が多い。
シャイダーとは左腕の腕時計型専用通信機スーパーホーンで連絡を取り合う。これは小型爆弾や強力な電磁パルス発生装置を内蔵した武器としても使える。ブーツの中に予備のスーパーホーンを隠し持っている。
警察署長の父親、母、妹がいたが、フーマの手で故郷ごと家族を喪ってしまったため、天涯孤独の身の上となり、第2の故郷とした地球を守るためにもフーマとの戦いに身を投じる（第3話で大に明かした）。
『宇宙刑事シャイダー』第41話ではシャイダーにべた付くバード星人ビビアンに嫉妬心を剥き出しにして激怒するなど、意外と焼き餅焼きな性格。
ウルとキッツが殉職したことを知った際は涙を見せながらも、シャイダー同様に打倒フーマの決意を新たにした。
フーマ壊滅後は考古学生としてエジプトの大学に留学。
その後の作品での活躍
『宇宙刑事シャイダー NEXT GENERATION』
フーマ壊滅後、エジプトで考古学を学んでいたが、現地の難民キャンプの実状を知ったことで医者の道を志す。それから10数年の間、現地での活動を経て現在は日本で診療所を営んでおり、「ワケあり」の患者相手の闇医療も行っている。舟とタミーとのこともよく知っており、今回は負傷したヒルダの治療のために舟が訪れている。

## 映画・オリジナルビデオの主人公

### 二代目ギャバンとパートナー
十文字 撃（） / ギャバンtypeG（）
- 演 - 石垣佑磨

『宇宙刑事ギャバン THE MOVIE』で初登場。地球人であり、元サイドカーレーサーで宇宙飛行士。日本製スペースシャトル「かなた」の事故により一条寺烈に助けられた後、銀河連邦警察で1年におよぶ訓練の末、正式任命ではないもののコードネーム「ギャバン」の名を継ぐ。「光を超えるぜ」を口癖としている。27歳。
『宇宙刑事ギャバン伝説』の宣伝映像におけるナレーションでは、二代目宇宙刑事ギャバンと紹介されている。
- アクションは烈との違いを出すため、石垣が元々習っていたキックボクシングやテコンドーを活かした格闘技が基となっている。

各作品での活躍
『スーパーヒーロー大戦Z』
主要キャラの1人として登場。ギャバン/一条寺烈から魔法使いである操真晴人/仮面ライダーウィザードたちを攻撃するよう命令されるが、戦闘中に誤解を解いて変身を解除し、彼に重要な事実を伝える。このことが原因で宇宙刑事の身分を一時剥奪され、蒸着ができなくなる。
『宇宙刑事 NEXT GENERATION』
快と舟の2人をサポートする立場として登場する。
- 演じる石垣は、3作品目となった余裕からアドリブを多く入れている。物語上も、コピーキャットが敵であることから前2作品よりも撃に余裕があったと解釈している。

『宇宙刑事シャリバン NEXT GENERATION』
かつて初代宇宙刑事3人に滅ぼされた、マクー・マドー・フーマの構成員たちが突如復活した事件の捜査を開始し、それを進めていくうちに事件の裏に潜む模倣犯ホラーガールの存在を感じとる。
『宇宙刑事シャイダー NEXT GENERATION』
シャリバンの事件後、ホラーガールのアジトを発見して襲撃するも逃げられた後だったために失敗する。さらには長官の娘ヒルダが誘拐されたことで捜査中止命令が出たために捜査を打ち切るが、大山小次郎とシャリバンの協力を経て独自に捜査を続ける。
『スペース・スクワッド ギャバンVSデカレンジャー』
シェリーと捜査で惑星スカメスに赴くが罠にかかりシェリーを殺されてしまい（実際は誘拐）、自身もマッドギャランに完敗してしまう。新長官のソフィに呼び出され休職を命じられるも、偶然見たモニターに映っていたジャスミンの超能力を知りワイハー星のウメコたちの結婚式に乱入してジャスミンを連れ出して単独捜査に乗り出す。再び現れたマッドギャランと対峙するが怒りに任せた戦いで再び敗北したうえ「宇宙刑事の魂」であるレーザーブレードを折られてしまう。命令違反により収監されてしまうが、真実にたどり着いたデカレンジャーたちの協力により脱出。生きていたシェリーの救出に向かい、レーザーブレード無しで三度目の対決に臨むがやはり敵わず、止めを刺されそうなところを初代ギャバン一条寺烈に救われる。烈がかつて使っていたレーザーブレードオリジンを託されマッドギャランを打ち破った。そして、スペース・スクワッド初代キャプテンに任命され、リストアップされたメンバーから選抜をソフィ長官に任された。これによりシェリーとのコンビを一時解消することになった。

シェリー
- 演 - 森田涼花

コム長官の姪で、撃のパートナー。19歳。性格は勝ち気な行動派で、潜入捜査も積極的にこなす。しかし、かなり世間知らずでどこか抜けたところがあり、潜入捜査にもかかわらずド派手な格好をしてしまう。つい長官を「おじさま」と呼んでは、咎められている。
親戚のミミー同様、胸のペンダントに仕込まれた「レーザービジョン」の能力でインコの姿に変身が可能。また、その目には敵の幻惑術を見抜く力がある。
各作品での活躍
『宇宙刑事ギャバン THE NOVEL』
アーム星の任務についた烈のパートナーとなる。これが、シェリーの初の実戦とされている。
『宇宙刑事ギャバン typeG THE Beginning』
撃と初めてともに任務をこなす。
『宇宙刑事ギャバン THE MOVIE』
撃のパートナーとして登場する。衣月をライバル視するが、その彼女の真意をそれとなく察して撃に伝えたりもする。
『スーパーヒーロー大戦Z』
『ガールズ・イン・トラブル スペース・スクワッド EPISODE ZERO』
タミー、マキ同様ソフィ長官救出兼ヘルバイラ討伐チームに任命されるが、マキに化けていた紅牙には全く歯が立たず、タミーが覚醒後レーザービジョンでインコに変身して逃走したことが次作『ギャバンVSデカレンジャー』で誘拐されるきっかけになってしまう。
『スペース・スクワッド ギャバンVSデカレンジャー』
ギャバンと共に惑星スカメスに赴くが、罠にかかり撃たれてしまい誘拐される。サタンゴース起動の鍵としてその血を利用されてしまい、ラーズの拷問でギリギリまで追い込まれるが駆けつけたギャバンたちに救われた。しばらく治療も兼ねて内勤となりスペース・スクワッド初代キャプテンに任命されたギャバンとはコンビを一時解消することになった。

### 二代目シャリバンとパートナー
日向 快（） / シャリバン
- 演 - 三浦力

伊賀電からシャリバンのコンバットスーツとコードネームを受け継いだ宇宙刑事。
伊賀電らイガ星人の子孫が再興させたイガ星の出身。子供のころから物事を常に計算し、何事も計算の上で行動するタイプで、撃曰く「ケチで計算高い」。
シャリバンに師事していた巡査時代に人質を取った犯人を逮捕優先で銃撃、動きを止めて無事逮捕かと思われたが犯人が銃撃を無効にする体質だったため失敗。人質を殺されそうになるが駆けつけた電の活躍で事なきを得る。そして電から勝手な行動を諌められ宇宙刑事の意義について問われたが答えられなかった。
その後、優秀な成績からシャリバンの名を受け継ぐことが決まって電に報告するが、再び問われた電からの問いかけには結局答えを出せずにいた。
各作品での活躍
『宇宙刑事ギャバン THE MOVIE』
本作品にて初登場。かつて宇宙刑事アランが担当していたビーズ星を担当していた。
赴任地のビーズ星から帰還すると、一旦は烏丸と共に地球担当を命じられるが、その後、撃の任務継続が決定したため白紙となった。
終盤、シャイダーと共に魔空城に現れ、苦戦するギャバンに加勢する。
- 台本上では、飄々としたイメージであったが、衣装合わせの段階でクールなキャラとなった。

『スーパーヒーロー大戦Z』
命令無視で任務を解かれた撃の代わりに魔法使い討伐の命令を受けてウィザードを襲うが、現れた撃の説得により一旦は討伐を止める。終盤、シャイダーと共に共闘する。
『宇宙刑事シャリバン NEXT GENERATION』
ネオマドーの禁止薬物の取引を押さえるためにシシーと共に地球に赴任。そして幼馴染みのセイギと共に捜査にあたる。
取引現場突入の際には「時間差で踏み込む」ことと提案したのをアイリーンに却下されて反感を抱き、さらに解剖中のガードビーストを連れ出すなどの行動からアイリーンへの疑念を深めるが、その後アイリーンの所持していた写真や電話の通話記録、それにシシーによるガードビーストの細胞の解析結果から彼女はシロだと確信。ガードビースト（ジェンサー）と会って真実を知ったことで、セイギの手によりジェンサー共々爆殺されそうになるがジェンサーの犠牲で助かり、重傷を負いながらもセイギとガイラー将軍のいるネオマドーの本拠地へ向かう。「一緒に堕ちよう」とのセイギの誘いを撥ねつけた後生身のままネオマドー兵士を蹴散らし、ガイラー将軍も殴り倒した後赤射してエステバンと対決。そこでアイリーンを人質に取られ赤射解除を迫られるが、アイリーンの「真実は計算を超えたところにある」という言葉を思い出して決死の覚悟でその場にあったハイパーMを服用し、殺人マシーンとなってシャリバンクラッシュでエステバンのコンバットスーツを破壊、逮捕にこぎ着けた。そして銀河連邦警察本部の病院に緊急搬送されて一命を取り留め、その後電と再会した際には大きく成長し計算だけに頼る考えを改めたことを電に伝え、「宇宙刑事シャリバン」として認められた。
『宇宙刑事シャイダー NEXT GENERATION』
ハイパーMの服用後に入院していたが無事に復帰。サイバー課で撃に偶然出くわし、捜査中止命令の中、無断で捜査をしていた撃に忠告するが無視されてしまう。しかし、最後は自分の計算を信じて撃の捜査に協力し、黒幕の正体を暴く。

シシー
- 演 - 桃瀬美咲

『宇宙刑事シャリバン NEXT GENERATION』にて初登場する日向のパートナーである宇宙科学捜査官。
宇宙科学捜査官で快のパートナー。いつも任務で訪れる星の情報を事前に収集して覚えており、幼い見た目に反して仕事には非常に真面目。さらに、撃が「天才科学者」と言うほどにその能力は高く、瞬時に幻夢界がイミテーションであることを見抜き、ガードビーストの体細胞の分析などを行う。また、料理も得意で、グランドバースでの食事を担当しているようである。
戦闘時は格闘技術はないようだが、グランドバースの操縦技術は身に付けているため、バトル・フォーメーションでの援護攻撃でサポートも行える。地球には初めて訪れるらしく、快の名前の由来になった星でもあるため、若干テンションが上がり気味。
シャイダー編にも登場し、シャイダーに捜査を外されたタミーのことを心配している。
- 名前は上原正三が『ウルトラセブン』で執筆するも制作に至らなかったエピソード「300年間の復讐」に登場する女性宇宙人の名にちなみ、上原のファンでもある荒川稔久が「日の目を見なかった名前をここで出したい」と考えて名付けたものである。

各作品での活躍
『ガールズ・イン・トラブル スペース・スクワッド EPISODE ZERO』
ヘルバイラと共に留置場に拘束されているソフィ長官救出のため、バーディ刑事部長と共にミラージュシミュレーションシステム（デカレンジャーのミラージュディメンションの発展型）で長官救出任務兼ヘルバイラ討伐のためのメンバー選抜を行う。しかし、その後ジャスミンがテレパシーで感じた違和感からマキが失踪中、そして彼女に化けていたのが紅牙であったことを突き止めた。

### 二代目シャイダーとパートナー
烏丸 舟（） / シャイダー
- 演 - 岩永洋昭

『宇宙刑事ギャバン THE MOVIE』で初登場。
快と共にビーズ星を担当していた宇宙刑事。彼と行動を共にすることが多く、年齢32歳と3人の中では最も先輩にあたる。地球で捜査中であるにもかかわらずナンパをするなど、およそ刑事には見えないかなり軽い性格。さらにはオヤジギャグや若い女の子を見るとテンションが上がるなど、口も行動もかなりチャラい。
しかしながら、刑事としての能力は実に優秀で、タミーと共に数々の事件を解決してきた実力者であり、上記の行動が解決に繋がったこともある。
そのタミーとは公私ともにパートナーであり、見ていられないほどのバカップルぶりは組織の中でもかなり有名。また、ナンパで数々の女の子の電話番号を登録している様子。
各作品での活躍
『宇宙刑事ギャバン THE MOVIE』
撃に代わって地球担当を命じられるが、彼の任務が継続されることになったため白紙となった。日向と共に魔空城における最終決戦に乗り込み、撃を助ける。
- 台本上では、クールなイメージであったが、衣装合わせの段階で飄々としたキャラとなった。

『スーパーヒーロー大戦Z』
スーツ姿のみ登場、終盤シャリバンと共に共闘する。
『宇宙刑事シャリバン NEXT GENERATION』
シャリバン編では相手が撃ではあるが、極秘任務中の快のことを撃にサラっとしゃべってしまっている。
『宇宙刑事シャイダー NEXT GENERATION』
ある理由からタミーを傷つけまいと地球での捜査からタミーを外している。しかし、そのやさしさが裏目に出てしまい、事情を知らないタミーに振り回されてしまう。
- 演じる岩永は焼結のポーズを間違えているが、上映会で渡洋史が指摘するまで誰も気づいていなかった。

タミー
- 演 - 川本まゆ

『宇宙刑事シャイダー NEXT GENERATION』で初登場する舟のパートナーである女宇宙刑事。
舟の相棒の女宇宙刑事。かなり思い込みが激しい性格。舟とはコンビを組むだけでなく、プライベートでも付き合う仲。そのバカップルぶりは組織内でもかなり有名。
かつて星間戦争で滅びた好戦的な種族ウトゥルッサ星人の生き残り。産まれた時に付けられる「平和の誓いのブレスレット」をいつも左腕に着けている。非常に高い戦闘能力を持っており、走ってトラックに追い付いたり、生身で不思議獣ピタピタを圧倒、さらにはコンバットスーツを着ているにもかかわらず、舟をパンチの一撃で沈めてしまう。
今回、ある事情から舟に捜査を外されてしまうが、バビロスで挙動不審だった彼を怪しんで発信器を付け、追跡する。まもなく、ナンパしていた舟にキレてタミーキックを浴びせ、「浮気者！」と追いかけ回し、捜査を邪魔してしまう。
- 名前は上原正三が憧れている『野菊の如き君なりき』（1955年）に登場する民子をはじめ、重要キャラクターに多い名前だったことを受けて名付けられた。

各作品での活躍
『ガールズ・イン・トラブル スペース・スクワッド EPISODE ZERO』
シェリー、マキ同様ソフィ長官救出兼ヘルバイラ討伐チームに任命されるが、マキに化けていた紅牙によって背後から銃で撃たれて負傷する。その後、シェリーと長官を守るためあえて誓いのブレスレットを引き裂き、戦闘能力を増大。その強大な力で、紅牙を恐れおののかせ一時撤退に追い詰めた。性別問わずキスをされることで理性を取り戻す。なお、本作品では誓いのブレスレットは『NEXT GENERATION』時と異なり右手に着けている。

## 銀河連邦警察の人物

### 長官と秘書官
コム長官
- 演 - 西沢利明

銀河連邦警察の最高責任者で、本人も多数の悪の組織を滅ぼした伝説の宇宙刑事としてマクーやマドーなど、宇宙の犯罪組織にその名を轟かせている。現在は直接前線に立つことは滅多にないが、強さや技量は未だもって健在。
ギャバンの父であるボイサーとは親友で常に身を案じ、彼の行方を追っていた。
各宇宙刑事シリーズで主人公を地球地区担当として派遣。主にバード星からの通信で各組織の情報や指令を伝える。また、ギャバンには自ら地球に赴き、直接特訓を行ったこともある（その際の剣稽古でも、現役の宇宙刑事であるギャバン以上の技量を見せ、剣捌きの甘いところを指導していた）など、行方不明のボイサーに代わりギャバンの宇宙刑事に育て上げる。
- 衣裳デザインは増尾隆幸が担当した。

その後の作品での活躍
『宇宙刑事ギャバン 黒き英雄』
にせギャバンが起こした事件により、超A級指名手配犯となった一条寺烈をかばったため、長官の座を追われてしまった。時系列的には後日談になる『宇宙刑事ギャバン THE NOVEL』および『宇宙刑事ギャバン THE MOVIE』では復帰するも、高齢から長官の座を退いた。
『宇宙刑事ギャバン THE MOVIE』
30年以上のキャリアを持ち、その威厳は未だ健在。初代ギャバンら歴代の宇宙刑事たちに指令を与えてきた。68歳。
撃を宇宙刑事にスカウトし、特例として「ギャバン」のコードネームを与える。

マリーン
- 演 - 名代杏子

コム長官の秘書。銀河連邦警察隊員。機械の操縦や手当の技術には長けているが、格闘術などは特に身に着けておらず、戦闘能力はミミーと同じでほぼ無い。
『宇宙刑事ギャバン』では母親の看病のために地球を離れたミミーに代わり、しばらくの間ギャバンのサポートを担当したこともある。終盤からミミーのものと同型のヘルメットを着用するが、当初はドルギランの中でしか着用していなかった。
ミミーと違って金銭的にはそれほど裕福ではなく、地球でショッピングの際に服の値段を見て「高いわね、他行きましょう」と諦めるシーンもある。ただし、地球に初めて来たときは自身の宝石付きの指輪を数千万円の現金に替え、ギャバンに「自由に使って」と手渡している。
『宇宙刑事シャリバン』のレイダー登場編では、最終決戦の際にサポートとして地球へやってきた。秘書ではあるが、宇宙刑事からは特に敬称なして呼ばれる。
- 衣裳デザインは増尾隆幸が担当した。

エリーナ秘書官
- 演 - 穂花

『宇宙刑事ギャバン THE NOVEL』および『宇宙刑事ギャバン THE MOVIE』から登場している長官秘書。かつてのテレビシリーズにおけるマリーンと同じ役回りの女性。27歳。
単独で長官の多岐に渡る仕事を補佐している才媛であるが、それだけに規律には厳しい。
凛とした立ち居振る舞いを見せ、毅然とした態度で撃をたしなめるなど、ややもすると独断行動を取りがちな撃には、ことのほか厳しく接する。
各作品での活躍
『宇宙刑事 NEXT GENERATION』
コム長官の時代から秘書官を受け持っている。ゴードンとは着任以前から知り合いらしく、ヒルダのことも幼稚園のころからの知り合いである様子。

ニコラス・ゴードン長官
- 演 - 藤堂新二

退任したコムの後任。威厳のある壮年の男性でヒルダという一人娘がいる。新しい長官室で職務をこなしながら撃たちに任務を与える。
劇中での活躍
『宇宙刑事NEXT GENERATION』
『宇宙刑事シャリバン NEXT GENERATION』
かつて初代ギャバンたちが壊滅させた犯罪組織マクー、マドー、フーマの模倣犯を突き止めるためにギャバンを派遣する。
『宇宙刑事シャイダー NEXT GENERATION』
模倣犯罪の主犯であるホラーガールの逮捕直前にホラーガールと結託した神官ポーが娘のヒルダを誘拐し、やむなく捜査中止命令を出す。しかし、ヒルダこそがホラーガールの正体であり、娘の犯罪を知った彼は驚愕して隠蔽するための狂言だった。先ずは娘を逮捕させないための狂言誘拐を起こし、自分は神官ポーに成りすまして捜査妨害をしたが、舟が偶然運び屋を見つけて妨害されてしまい、さらには撃に正体を突き止められたことで全てを打ち明け自殺を図るも撃に止められた。直後に正体を現したヒルダが撃たちを葬ろうとしたが、銀河連邦警察のスーパーコンピューターのエネルギーを吸収して魔空空間発生スイッチが暴走。ヒルダは呑み込まれてしまい泣き崩れた。

### 宇宙刑事
アラン
- 演 - 宮内洋

『宇宙刑事ギャバン』第30話と第31話に登場。ビーズ星のリン王女を救出するために地球へやってきた、ビーズ星担当の宇宙刑事。
宇宙刑事としての職務に忠実な人物で、足に負傷を負ってもリン王女を救うために犠牲を省みず敵地に単身で挑む勇気の持ち主。地球での服装は、かつて演者の宮内洋が主役を務めた快傑ズバットこと早川健の格好に似ているが、アランはギターではなく猟銃を携帯している。
戦闘スタイルは衣服を脱ぎ捨てて白とオレンジのバトルスーツを纏って戦うが、コンバットスーツは使用しなかった。DVDに付属している資料では、ギャバンと同等のスーツやメカを所有しているらしい。
必殺技は、剣を掲げてビームを放つ「フラッシュ・イン・ゴー」。
『宇宙刑事ギャバン THE NOVEL』にも登場し、アーム星近くのエリアで銀河パトロール隊の一員として活動していることが明かされるとともに、ギャバンに重要な情報を与える。

## 地球人
大山 小次郎
- 演 - 鈴木正幸

ギャバンたち数々の宇宙刑事たちと親交がある地球人。毎度犯罪組織の事件を目撃したり巻き込まれたりと散々な目によく遭うが、歴代の宇宙刑事たちに救われている。ルポライターなど職を転々としながら、後に銀河連邦警察のサイバー犯罪対策課に所属する。
各作品での活躍
『宇宙刑事ギャバン』
UFO専門のルポライター。あちこち取材に出向いては頻繁にマクーを目撃して巻き込まれたりするが、毎回無事に生き延びている。いわゆる狂言回し的な役。アパートに一人暮らししており、部屋は汚いうえに女好き。
怪事件が起こると必ず烈に知らせに来るほか、表向きは一般市民に過ぎない烈に「宇宙人っぽいから」という理由で要人警護を依頼したりするが、彼の正体がギャバンであることは知らない。そのため、甥の四郎に自分とギャバンは友達であると嘘を吐いた際には、烈にギャバンのフリをしてくれと懇願している。
『宇宙刑事シャリバン』
前作に引き続き登場。第17話では「UFOと超常現象の研究家」と自己紹介しており、本作品ではUFOに加えて超常現象に興味の範囲を広げている。マクーに引き続きマドーの事件に関わっては、そのたびに巻き込まれてしまう。
『宇宙刑事シャイダー』
前2作から引き続き登場。本作品ではペットショップ「モンキー」のオーナーとなっているが、やはりさまざまな事件に巻き込まれてしまう。
第17話では古いSF専門雑誌から沢村大が2年前にナスカ平原で消息を絶った宇宙考古学の研究家であることを知り、それ以降は自宅の2階に彼を家賃なしで下宿させている。
第20話では不思議ソング病にかからず、フーマのメンバーを困惑させていた。
第38話では早見聖にヒマラヤンをプレゼントしようとしたが、トルコアンゴラが好きと言われて受け取ってもらえなかった。
『宇宙刑事 NEXT GENERATION』
エネルギー研究所の所長を経て銀河連邦警察のサイバー犯罪捜査官として活躍している。相変わらずの訛りと飄々とした性格であるが、サイバー捜査官としての実力は確かと評されていることから、一連の模倣犯事件に際して黒幕の居場所を突き止めようとする撃から今度おごる代わりに調査を依頼される。

星野 月子
- 演 - 立花愛子

ボイサーの親友でプラズマエネルギー装置・ホシノ・システムを開発した星野博士の娘。マクーの壊滅後は銀河連邦警察に入庁する。
各作品での活躍
『宇宙刑事ギャバン』
第11話から登場。ギャバンが宇宙刑事であることを知ると、乗馬クラブで働くと同時にギャバンの地上捜査にも協力する。
かなり信用があるのか、ギャバンの潜入できない手術室などにも平然と潜入していたりする。しかし、それゆえにマクーによって命の危険に晒されることも多い。マクーの壊滅後は銀河連邦警察に入庁する。
『宇宙刑事シャリバン』
マクーの壊滅後は幼稚園で勤務しており（第15話より）、後に宇宙刑事となるためにバード星へ移動する。
『宇宙刑事シャイダー』
バード星にて主にコム長官の補佐を務める。
『宇宙刑事 NEXT GENERATION』
作中には登場しないが、銀河連邦警察を退職して居酒屋を営んでいる様子であり、店では小次郎が撃の依頼のお礼におごらせようとしていた。

ハンターキラー / バリオゼクター
- 演 - 飯田道郎

銀河連邦警察を裏切った元宇宙刑事。マクーの地球侵攻指揮官。
宇宙刑事ギャバン#宇宙犯罪組織マクーを参照。バリオゼクターについては、宇宙刑事魂#コンバットスーツを参照。